# Xanthocampoplex nigromaculatus
Xanthocampoplex nigromaculatus är en stekelart som först beskrevs av Cameron 1907.  Xanthocampoplex nigromaculatus ingår i släktet Xanthocampoplex och familjen brokparasitsteklar. Inga underarter finns listade i Catalogue of Life.